# 國家音樂廳
國家音樂廳，位於臺灣臺北市，與國家戲劇院合稱為「國家兩廳院」，為臺灣重要的音樂表演場地，被譽為世界百大廳院之一。原隸屬教育部國立中正文化中心，2014年4月2日改為文化部監督之行政法人國家表演藝術中心管理。

## 建築

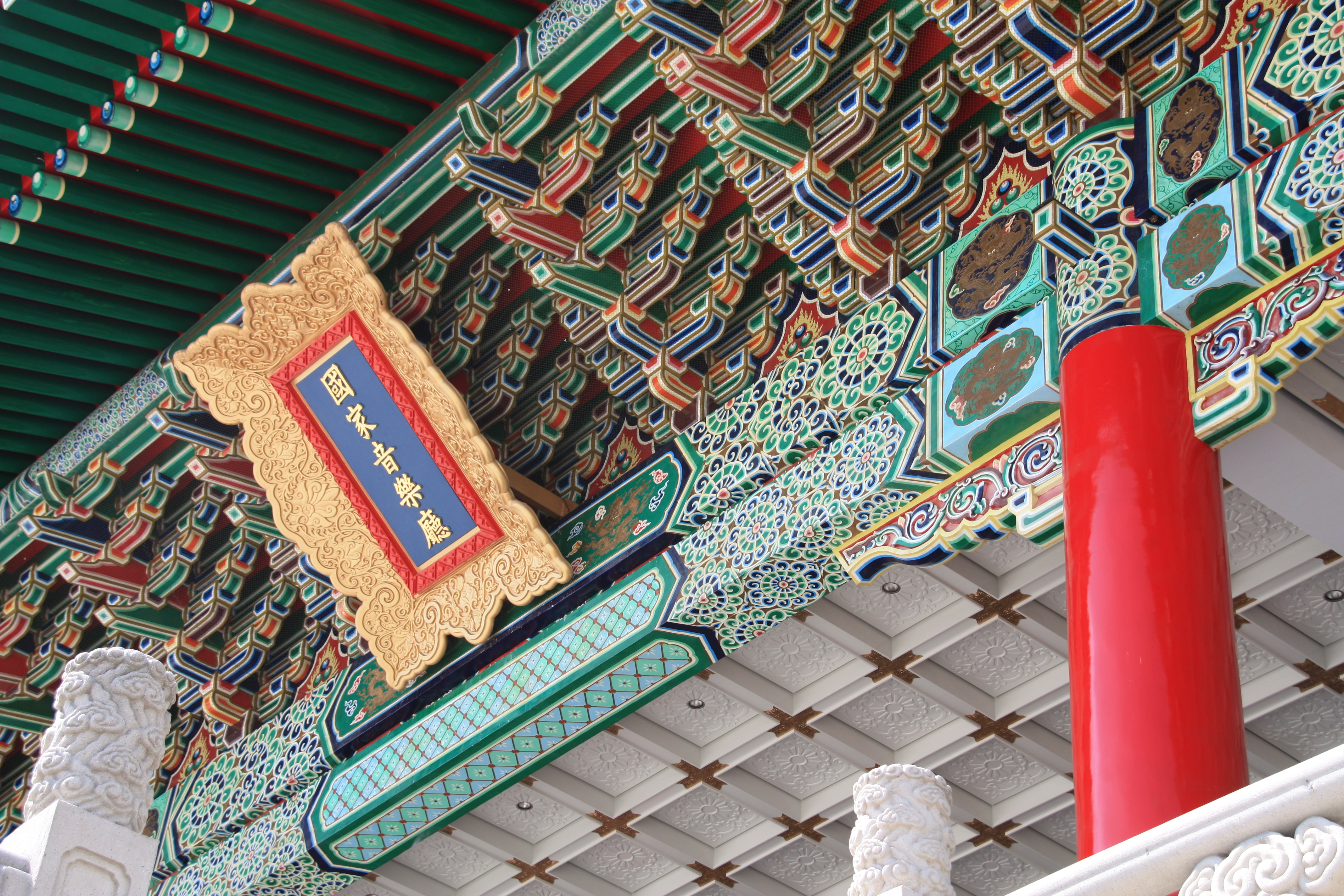
國家音樂廳屋簷下的斗栱

國家音樂廳造型採中國宮殿式建築，建築外觀為重檐歇山式屋頂，屋頂尊位比國家戲劇院之廡殿頂較次。獨特之處在高低二層歇山次屋頂，增添建築活潑美感。
- 面對中正紀念堂時，右手邊是國家戲劇院，左手邊是國家音樂廳。
- 國家音樂廳位在信義路側，建築內有國家音樂廳和演奏廳。另外，國家交響樂團與國家表演藝術中心也在本棟建築之中。
- 重檐歇山頂：「重檐」指的是屋頂覆疊了兩層屋簷，而歇山頂的屋脊延伸到屋簷處時有個轉折，像是歇息了一下，故稱作「歇山」。也因其屋頂的設計，讓國家音樂廳比起國家戲劇院的建築外觀更增添層次感。
- 山牆：為屋頂所圍成、如山峰般的牆面。西式建築的山牆是建築物的正面，主要出入的門扇設置在正面；而中式宮殿建築的山牆則是在建物兩側，並將散熱空氣的氣窗設置在山牆頂端，常拼貼青瓷花磚作為裝飾。國家音樂廳的山牆則是使用雲朵般的金邊紋飾，與天空的雲彩相互輝映。
- 仙人走獸：傳統建築多為木造材質，傳言有神獸坐鎮能夠防火。仙人走獸因而座落於建築物屋頂四方，現做為裝飾，並按照建築物的級別，而有數量上的差異，而國家兩廳院的兩座建築各放了七到九隻，也顯示出國家級場館的重要性。
- 葫蘆窗：國家兩廳院的室內空間幾乎是沒有對外窗，為使新鮮空氣可以在廳室內流通，建築團隊便在屋簷的斗拱旁設計了葫蘆窗，同時兼顧音效品質的維持且有效隔絕雜音。
- 臺基：臺基是用磚石砌成的建築底座，有防水避潮的作用。古代將重要建築物放在高高的臺基上，以增添它們的氣勢，所以有「高臺榭、美宮室」之稱。臺基愈高，也象徵這建築物的高貴與重要性。[2]

## 空間與設備
國家音樂廳內有兩個表演空間，分別是採「鞋盒式」設計的國家音樂廳（2022席，含14個輪椅席）、演奏廳（354席，含4個輪椅席），皆具國際級頂尖音場設計。

### 國家音樂廳

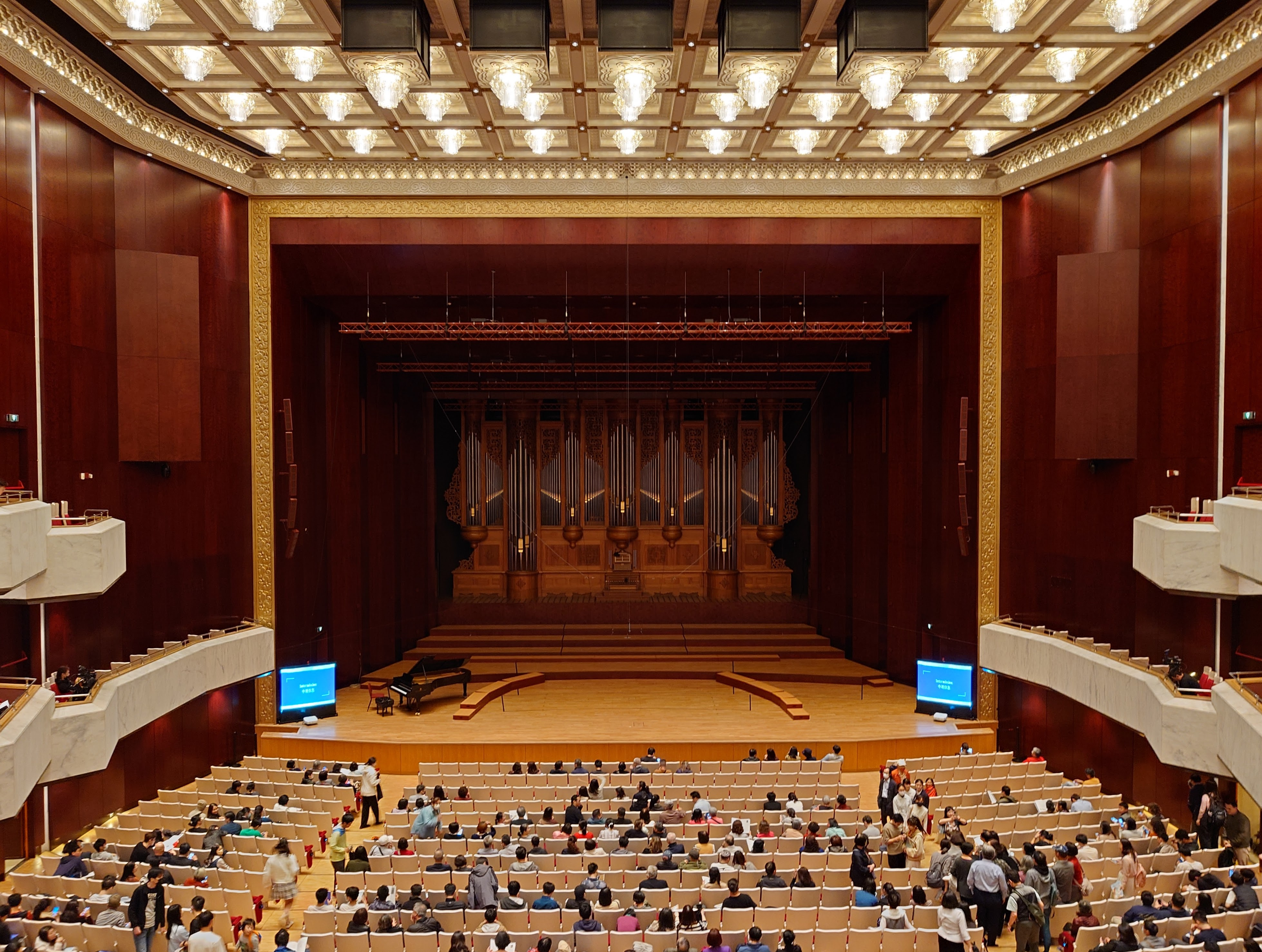
國家音樂廳內部，裝設有管風琴

國家音樂廳共有3層樓，設有2022席（含14個輪椅席）。採「鞋盒式」音樂廳設計，具國際頂尖音場效果。鎮館之寶是全亞洲最大的機械式管風琴，由享譽全球的荷蘭Flentrop公司全手工製作，總高度約3層樓、寬14公尺，以4,172根金屬及木管共同組合，歷時2年跨海安裝完成，在聽覺與視覺外觀的表現都震撼人心。國家兩廳院管風琴興建於國家音樂廳正後方，依附於建築物施作，巴洛克式造型與音樂廳舞臺融為一體，是最具代表性的鎮館之寶。
國家音樂廳著重聽覺享受，在國家音樂廳的舞臺上，不需要使用麥克風或喇叭等擴音設備，就可以使演奏原音傳遞到觀眾耳裡。其音響工程最初以1:20的模型模擬測試，並驗證觀眾席席位距離與材質，將殘響控制在1.7至2.1秒之間，最後更動員滿場觀眾參與測試餘音效果。建築在功能上著重音場效果，精密的做到兼具隔音、吸音及反射音效的牆面設計，並採用隔震的浮式地板。為了降低內部的機具、空調噪音，在風道內設置消音器，讓冷氣分散從觀眾座椅下方緩慢溢散；觀眾區的樓梯則採雙層結構，兩層間夾有吸音作用的昇高器隔離，藉以吸收人員走動衝擊音。
觀眾席以美洲式座席為設計，並設置無障礙座位席，在2017年增為14席，打造共融場館。國家音樂廳觀眾席座椅的支柱是採下而上的空調循環系統出風口，讓接近地面且觀眾密度高的垂直空間，維持舒適溫度，達到節約與降低空調噪音的效果。在3樓觀眾席設有貴賓包廂，在過去僅接待國家元首等重要人物的貴賓包廂，本身的位置隱密且安全，並擁有絕佳的觀賞演出視野。而後國家兩廳院視表演節目性質，開放貴賓包廂的座位供觀眾購買。

### 其他空間
- 大廳與水晶燈：國家音樂廳1樓大廳空間採挑高設計，水晶燈為歐式風格，使用奧地利進口的施華洛世奇水晶珠製作而成。建築師考量整體氛圍，選定一座義大利礦山，呈現溫潤明亮的色澤，並讓大廳與牆面大理石紋路相連，另巧妙加入中國宮殿建築的紋飾點綴。
- 綠牆：位於國家音樂廳1樓大廳，國家兩廳院為慶祝20週年，邀請法國植物學家Mr. Patrick Blanc來臺創作。他使用了將近50種臺灣常見的植物，大約4000多株，以生態、藝術及「垂直花園」的建造手法來為音樂廳寫下一首「綠色交響詩」，將綠色生態融入國家音樂廳。
- 交誼廳：位於國家音樂廳4樓，設有視聽設備，適合舉辦酒會、記者會與其他小型活動。
- 國際會議室：位於國家音樂廳B樓，圓環型會議桌可容納約 35 人，並可對外租借使用。
- 琴房：位於國家戲劇院G樓，琴房內可擺放7架演奏型鋼琴，全年控制在攝氏溫度22度、濕度50-55%的狀態，提供合適存放鋼琴的環境條件。
- 排練室：國家音樂廳內設置數個排練室，大小規格不同，可針對表演團體或藝術家的需要，作為展演活動排練使用，最大型排練室可容納約72人。[2]

### 藝術作品
- 《樂滿人間》濕壁畫：位於國家音樂廳1樓大廳，由畫家陳景容教授與他的學生團隊共同創作，繪於1987年。此幅畫共有20個人物，中央敲鑼的女士是焦點，其象徵意義為好戲開鑼。
- 《谷口人家》山水畫：位於國家音樂廳2樓大廳，由書畫家孫雲生所作。
- 《瑟兮僩兮赫兮咺兮》書法：位於國家音樂廳1樓大廳，由書法家董陽孜創作，取自詩經，「瑟、僩、赫、咺」四字皆具莊重威嚴、寬大威儀之象，且創作時即針對國家兩廳院所書，並考慮到展示環境做特殊設計，所以目前的展示方式最能凸顯該作品的俊逸優美。2003年國家兩廳院舉辦「字在自在──董陽孜書法與空間的對話」時，首度展出，展覽結束後，作品仍長期展示於廳內。兩廳院會員卡之圖案設計即取材自此書法。
- 《中國古代音樂文物》雕塑：位於國家音樂廳1樓大廳兩側，共20件銅製雕塑品，皆是雕塑家楊英風的作品，以歷代音樂文物為主題，配合當時生活環境、禮樂風俗，重現音樂情境與休閒生活的意境。
- 《樂天啟和》壁畫：位於國家音樂廳舞臺上，為管風琴護幕，由顧重光、劉平衡、郭韌等人聯合創作。以比利時進口的特殊亞麻製油畫布，模仿唐宋古畫中的音樂舞蹈而成，畫中人物臉部表情立體而生動。 [3]